# Котлярский мост
Котлярский мост (пол. Most Kotlarski) — мост через Вислу в Кракове, Польша. Соединяет районы Гжегужки и Заблоце. Является самым длинным арочным мостом в Польше, не имеющим промежуточных речных опор.

## Расположение
Соединяет улицу Котлярскую с улицей Густава Херлинг-Грудзинского. Является частью 2-й Кольцевой дороги Кракова (пол. II obwodnica).
Выше по течению находится железнодорожный мост на диаметральной линии Кракова, ниже — железнодорожный мост на Малом обходе Кракова.

## История
Проект моста разработал архитектор Витольд Гавловски в сотрудничестве с архитектурным бюро MTWW.
Строительство моста велось с октября 2000 года по декабрь 2001 года компанией Mostostal Kraków S.A. и обошлось в 132,7 млн злотых. При строительстве использовано 5000 тонн стали. Торжественное открытие состоялось 8 декабря 2001 года.

## Конструкция
Мост однопролётный металлический арочный с ездой понизу (проезжая часть расположена на уровне низа пролётного строения). Пролётное строение состоит из четырех параболических арок двухшарнирной системы с затяжкой в уровне пят. Арки соединены между собой поперечными связями. Проезжая часть закреплена на арках при помощи стержневых подвесов. Длина моста составляет 166,6 м, ширина — 36,8 м (из них ширина проезжей части — 16 м, два тротуара по 2,25 м и две велодорожки по 1,7 м).
Мост предназначен для движения автотранспорта, трамваев, велосипедистов и пешеходов. Проезжая часть моста включает в себя 4 полосы для движения автотранспорта (по 2 в каждом направлении). В середине моста проложены обособленные трамвайные пути. Покрытие проезжей части и тротуаров — асфальтобетон. Тротуары отделены от проезжей части металлическим барьерным ограждением. Перильное ограждение металлическое простого рисунка.